# Simine Vazire
Simine Vazire (* 1980 in Grenoble) ist Professorin für Psychologie an der University of Melbourne. Ihre Arbeitsschwerpunkte liegen in der Metawissenschaft, der Sozialpsychologie und der Persönlichkeitspsychologie. Sie engagiert sich insbesondere für die Verbesserung wissenschaftlicher Praktiken in der Psychologie.

## Werdegang
Simine Vazire wurde 1980 in Frankreich geboren und wuchs in den USA auf. Das Bachelorstudium schloss sie 2001 am Carleton College mit dem Hauptfach Psychologie und dem Nebenfach Frauenstudien ab. 2006 erhielt sie ihren PhD in Psychologie von der University of Texas at Austin, USA, mit einer Arbeit über „The Person from the Inside and Outside“. An der Abteilung Psychologie der University of Texas at Austin war sie von 2006 bis 2007 auch Postdoc. Im Herbst 2007 ging sie als Gastwissenschaftlerin an die Abteilung Psychologie der University of Virginia, USA. Von 2012 bis 2017 war Simine Vazire Assistant Professor an der Washington University in St. Louis, USA, und von 2012 bis 2014 dort Saul and Louise Rosenzweig Chair in Personality Science und Associate Professor. Von 2013 bis 2014 war sie Fellow am Center for Advanced Study in the Behavioral Sciences der Stanford University. 2014 wechselte sie als Associate Professor an die Abteilung Psychologie der University of California, Davis, USA, wo sie 2018 Professorin wurde. Seit 2020 ist sie Professorin an der Melbourne School of Psychological Sciences, University of Melbourne, Australien.

## Forschung
Simine Vazire forscht zu den Praktiken der Psychologie und ihrer Verbesserung (Metawissenschaft) und in der Sozial- und Persönlichkeitspsychologie. In der Metawissenschaft interessiert sie sich besonders dafür, wie Wissenschaft, in ihrem Fall die Psychologie, sich selbst korrigiert. Ihr Fokus liegt auf Forschungsmethoden und -praktiken. und auf Systemen wie dem Peer-Review. Dabei geht es ihr auch darum, Vertrauen in wissenschaftliche Forschung zu stärken. In der Persönlichkeits- und Sozialpsychologie liegt ihr Fokus darauf, ob Menschen sich selbst kennen und wo blinde Flecken in der Selbstkenntnis sind. Sie forscht auch zu Wohlbefinden und Glück.
Simine Vazire hat verschiedene Institutionen zur Verbesserung von Wissenschaft gegründet, etwa mit Brian Nosek 2016 die Society for the Improvement of Psychological Science. Im Jahr 2015 rief sie die Zeitschrift Collabra: Psychology ins Leben, war dort bis 2019 Mitherausgeberin und ist seit 2020 Editor in Chief. Sie ist Forscherin am repliCATs-Projekt, das versucht, die Glaubwürdigkeit publizierter Forschung in acht sozialwissenschaftlichen Bereichen, unter anderem Psychologie, zu ermitteln. Ebenfalls beteiligt ist sie am MetaMelb Lab., einer Institution der Metawissenschaft oder Metaforschung an der Universität von Melbourne, die wissenschaftliche Praktiken erforscht, um das Vertrauen in Wissenschaft zu stärken.

## Auszeichnungen (Auswahl)
- 2022–2026 Australian Research Council (ARC): Future Fellow[14]
- 2021: Diener Award in Personality Psychology[15]
- 2015: Award for Distinguished Scientific Early Career Contributions to Psychology der American Psychological Association für ihre Beiträge zu den Grenzen des Wissens über das eigene Selbst und andere[16]
- 2011: SAGE Young Scholar Award (2011)
- 2011: Outstanding Early Career Award from the International Society for Self and Identity[17]

## Veröffentlichungen (Auswahl)

### Sozial- und Persönlichkeitspsychologie
- Matthias R. Mehl, Simine Vazire, Shannon E. Holleran, C. Shelby Clark: Eavesdropping on happiness: well-being is related to having less small talk and more substantive conversation. In: Psychological Science. Band 21, Nr. 4, 2010, S. 539–541, doi:10.1177/0956797610362675, PMID 20424097.
- Mitja D. Back, Juliane M. Stopfer, Simine Vazire, Sam Gaddis, Stefan C. Schmukle, Boris Egloff, Samuel D. Gosling: Facebook Profiles Reflect Actual Personality, Not Self-Idealization. In: Psychological Science. Band 21, Nr. 3, 2010, S. 372–374, doi:10.1177/0956797609360756.
- Simine Vazire, Erika N. Carlson: Self‐Knowledge of Personality: Do People Know Themselves? In: Social and Personality Psychology Compass. Band 4, Nr. 8, 2010, S. 605–620, doi:10.1111/j.1751-9004.2010.00280.x.
- Simine Vazire: Who knows what about a person? The self–other knowledge asymmetry (SOKA) model. In: Journal of Personality and Social Psychology. Band 98, Nr. 2, 2010, S. 281–300, doi:10.1037/a0017908.
- Simine Vazire, Erika N. Carlson: Others Sometimes Know Us Better Than We Know Ourselves. In: Current Directions in Psychological Science. Band 20, Nr. 2, 2011, S. 104–108, doi:10.1177/0963721411402478.
- Simine Vazire, Timothy D. Wilson: Handbook of self-knowledge. The Guilford Press, New York 2012.
- Simine Vazire, Erika N. Carlson: What do we know when we know ourselves? In: Oliver P. John, Richard W. Robins (Hrsg.): Handbook of personality: Theory and research. 4. Auflage. The Guilford Press, New York 2021, S. 837–852.

### Metawissenschaft
- Simine Vazire: Implications of the Credibility Revolution for Productivity, Creativity, and Progress. In: Perspectives on Psychological Science. Band 13, Nr. 4, 2018, S. 411–417, doi:10.1177/1745691617751884, PMID 29961410.
- Simine Vazire: Opening the Black Box of Peer Review. In: Physics. Band 14, 2021, doi:10.1103/physics.14.169.
- Simine Vazire, Sarah R. Schiavone, Julia G. Bottesini: Credibility Beyond Replicability: Improving the Four Validities in Psychological Science. In: Current Directions in Psychological Science. Band 31, Nr. 2, 2022, S. 162–168, doi:10.1177/09637214211067779.
- R. Chris Fraley, Jia Y. Chong, Kyle A. Baacke, Anthony J. Greco, Hanxiong Guan, Simine Vazire: Journal N-Pact Factors From 2011 to 2019: Evaluating the Quality of Social/Personality Journals With Respect to Sample Size and Statistical Power. In: Advances in Methods and Practices in Psychological Science. Band 5, Nr. 4, 2022, doi:10.1177/25152459221120217.
- Sarah R. Schiavone, Simine Vazire: Reckoning With Our Crisis: An Agenda for the Field of Social and Personality Psychology. In: Perspectives on Psychological Science. 2022, doi:10.1177/17456916221101060.
- Brian A. Nosek, Tom E. Hardwicke, Hannah Moshontz, Aurélien Allard, Katherine S. Corker, Anna Dreber, Fiona Fidler, Joseph Hilgard, Melissa Kline Struhl, Michèle B. Nuijten, Julia M. Rohrer, Felipe Romero, Anne M. Scheel, Laura D. Scherer, Felix D. Schönbrodt, Simine Vazire: Replicability, Robustness, and Reproducibility in Psychological Science. In: Annual Review of Psychology. Band 73, Nr. 1, 2022, S. 719–748, doi:10.1146/annurev-psych-020821-114157.
- Julia G. Bottesini, Mijke Rhemtulla, Simine Vazire: What do participants think of our research practices? An examination of behavioural psychology participants' preferences. In: Royal Society Open Science. Band 9, Nr. 4, 2022, doi:10.1098/rsos.200048, PMID 35425627.

## Belege
1. 1 2  About Me auf simine.com; abgerufen am 15. Februar 2023.
2. ↑  Simine Vazire: The Person from the Inside and Outside. Dissertation an der University of Texas at Austin, 2006,  (Download)
3. ↑  Curriculum Vitae; abgerufen am 15. Februar 2023.
4. 1 2  Simine Vazire, Profil an der University of Melbourne; abgerufen am 15. Februar 2023.
5. ↑  Brian A. Nosek, Tom E. Hardwicke, Hannah Moshontz, Aurélien Allard, Katherine S. Corker, Anna Dreber, Fiona Fidler, Joseph Hilgard, Melissa Kline Struhl, Michèle B. Nuijten, Julia M. Rohrer, Felipe Romero, Anne M. Scheel, Laura D. Scherer, Felix D. Schönbrodt, Simine Vazire: Replicability, Robustness, and Reproducibility in Psychological Science. In: Annual Review of Psychology. Band 73, Nr. 1, 2022, S. 719–748, doi:10.1146/annurev-psych-020821-114157.
6. ↑  Simine Vazire: Opening the Black Box of Peer Review. In: Physics. Band 14, 2021, doi:10.1103/physics.14.169.
7. ↑  Simine Vazire, Erika N. Carlson: Self‐Knowledge of Personality: Do People Know Themselves? In: Social and Personality Psychology Compass. Band 4, Nr. 8, 2010, S. 605–620, doi:10.1111/j.1751-9004.2010.00280.x
8. ↑  Simine Vazire: Who knows what about a person? The self–other knowledge asymmetry (SOKA) model. In: Journal of Personality and Social Psychology. Band 98, Nr. 2, 2010, S. 281–300, doi:10.1037/a0017908.
9. ↑  Matthias R. Mehl, Simine Vazire, Shannon E. Holleran, C. Shelby Clark: Eavesdropping on happiness: well-being is related to having less small talk and more substantive conversation. In: Psychological Science. Band 21, Nr. 4, 2010, S. 539–541, doi:10.1177/0956797610362675, PMID 20424097.
10. ↑  Society for the Improvement of Psychological Science, abgerufen am 15. Februar 2023.
11. ↑  Collabra: Psychology, abgerufen am 15. Februar 2023.
12. ↑  Collaborative Assessment for Trustworthy Science, Projektseite, abgerufen am 15. Februar 2023.
13. ↑  MetaMelb research group, abgerufen am 15. Februar 2023.
14. ↑  ARC Future Fellowships - Grant ID: FT210100652, abgerufen am 15. Februar 2023.
15. ↑  Diener Award in Personality Psychology, abgerufen am 15. Februar 2023.
16. ↑  Simine Vazire: Award for Distinguished Scientific Early Career Contributions to Psychology, APA PsycNet, abgerufen am 15. Februar 2023.
17. ↑  ISSI Awards for Scientific Contributions, abgerufen am 15. Februar 2023.